# Pic à sourcils noirs
Melanerpes superciliaris
Espèce
Statut de conservation UICN

 LC  : Préoccupation mineure
Le Pic à sourcils noirs (Melanerpes superciliaris) est une espèce d'oiseaux de la famille des Picidae, dont l'aire de répartition s'étend sur Cuba, les Bahamas, les îles Caïmans et les Îles Turques-et-Caïques.

## Liste des sous-espèces
D'après la classification de référence (version 5.2, 2015) du Congrès ornithologique international, cette espèce est constituée des cinq sous-espèces suivantes (ordre phylogénique) :
- Melanerpes superciliaris nyeanus (Ridgway, 1886)
- Melanerpes superciliaris blakei (Ridgway, 1886)
- Melanerpes superciliaris superciliaris (Temminck, 1827)
- Melanerpes superciliaris murceus (Bangs, 1910)
- Melanerpes superciliaris caymanensis (Cory, 1886)